# Evangelion (album)
Evangelion – dziewiąty album studyjny polskiego zespołu deathmetalowego Behemoth. W Europie ukazał się 7 sierpnia 2009 nakładem Nuclear Blast Records, w Stanach Zjednoczonych zaś 11 sierpnia 2009 roku nakładem Metal Blade Records. W Polsce album ukazał się 7 sierpnia 2009 nakładem Mystic Production. Jest to trzeci album grupy, na którym umieszczono utwór polskojęzyczny ("Lucifer").
Wydawnictwo uzyskało szereg pozytywnych recenzji ze strony krytyków muzycznych. W przeciągu dwóch tygodni od dnia premiery w Stanach Zjednoczonych sprzedało się w nakładzie 13 000 egzemplarzy. W listopadzie 2009 roku album uzyskał status złotej płyty sprzedając się w nakładzie 15 000 egzemplarzy w Polsce. Evangelion został również nagrodzony tytułem płyty roku w plebiscytach magazynów muzycznych Gitarzysta i Terrorizer.
W lutym 2010 roku Evangelion uzyskał nominację do nagrody polskiego przemysłu fonograficznego Fryderyka w kategoriach: wydawnictwo specjalne – najlepsza oprawa graficzna, album roku heavy metal i produkcja muzyczna roku. W kwietniu zespół otrzymał Fryderyka w kategorii album roku heavy metal.

## Realizacja

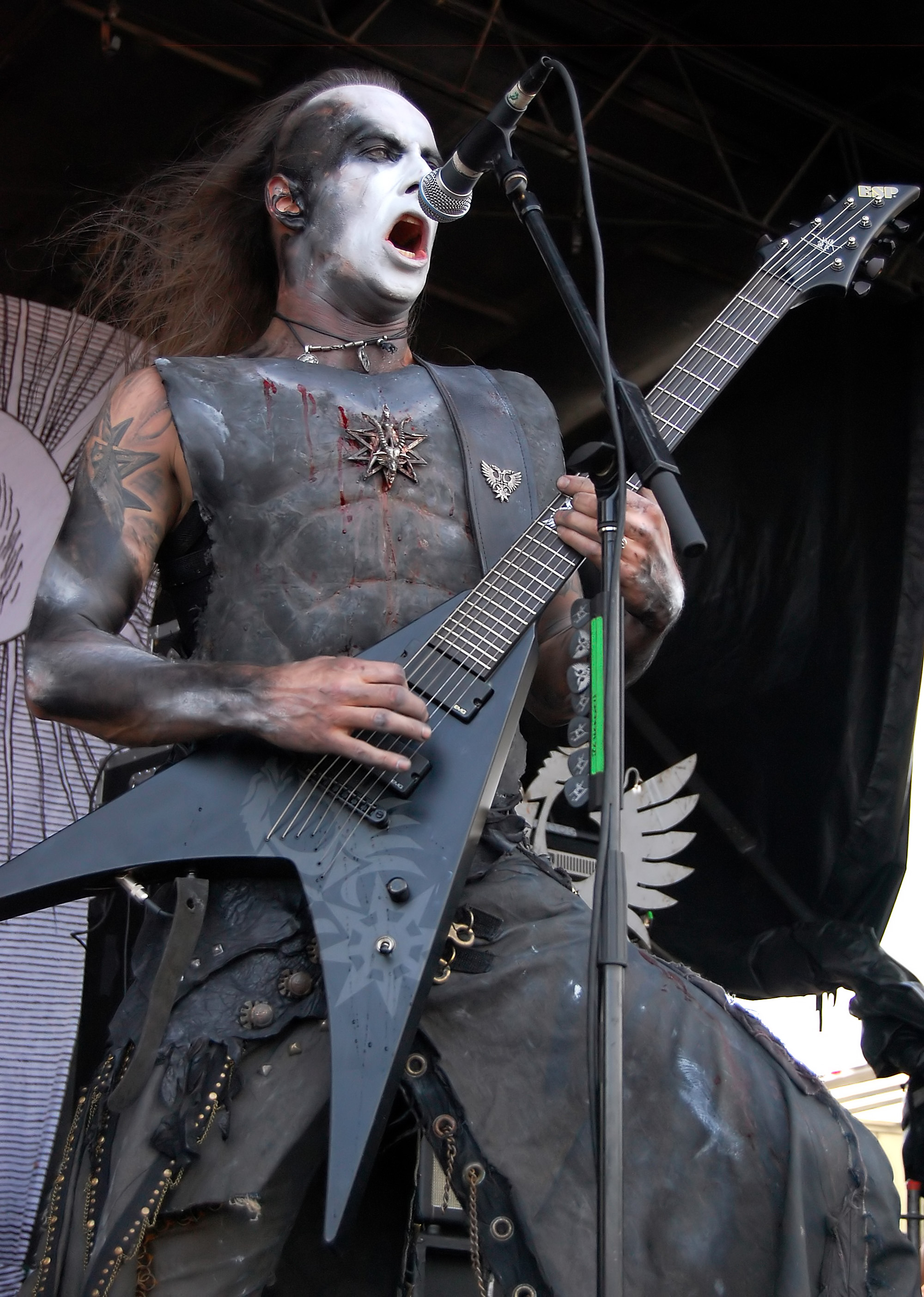
Adam „Nergal” Darski podczas koncertu na Rockstar Energy Mayhem Fest w 2009. Podczas festiwalu grupa wykonała utwór „Ov Fire And The Void”.

Realizacja albumu została rozpoczęta 16 lutego 2009 roku w gdańskim RG Studio. Nagrania partii perkusji odbyły się w Studiu A (RG Studio) we współpracy z inżynierem dźwięku Arkadiuszem "Maltą" Malczewskim oraz pracownikiem Dug-Out Studios, Szwedem Danielem Bergstrandem. Partie gitary rytmicznej zrealizowano także w Studiu A we współpracy z braćmi Sławomirem i Wojciechem Wiesławskim. Partie gitary solowej, basowej i wokali zarejestrowano w Studiu B (RG Studio). Daniel Bergstrand o realizacji perkusji:

"Bębny brzmią piekielnie! Omikrofonowaliśmy je i są gotowe do nagrań. Jestem bardzo zadowolony z tego, co dotychczas zrobiliśmy. Zabójczy polski buldożer! Jestem pewien, że wam się spodoba. Perkusja zostanie nagrana tutaj, w studiu Radia Gdańsk w ciągu nadchodzących dwóch tygodni, następnie zacznę miksować ślady i przygotowywać do finalnego miksu, który nastąpi w okolicach maja"

Wykonawcami partii wokalnych w utworze "Daimonos" byli perkusista grupy Zbigniew "Inferno" Promiński oraz gitarzysta sesyjny – Patryk "Seth" Sztyber. Ponadto w utworze gościnnie zaśpiewali: webmaster oficjalnej strony grupy Behemoth – Maciej "Manticore" Gruszka, moderator oficjalnego profilu myspace – Boris "Hatefrost" Kaluzny oraz realizator, Arkadiusz "Malta" Malczewski. Nagrania śladów instrumentów zakończono 11 maja 2009.
12 maja w londyńskim studiu Miloco rozpoczęto miksowanie albumu. Zajął się nim Colin Richardson, który współpracował wcześniej z takimi grupami jak: Machine Head, Slipknot czy Carcass. Podczas nagrań grupa zrealizowała reportaż dokumentujący cały proces, dzięki niemu można było na bieżąco oglądać postęp prac nad nagrywaniem partii kolejnych instrumentów. Lider grupy Adam Darski o albumie Evangelion wypowiedział się w następujący sposób:

Ten tytuł dojrzewał we mnie od niemal roku. Brzmi potężnie i epicko – perfekcyjnie odzwierciedla istotę nowego albumu. Słowo "Evangelion" pochodzi z Greki i oznacza "szerzyć słowo Boga" lub "nieść dobrą nowinę".... Cóż, doskonale wiecie, że uwielbiamy bawić się znaczeniami i symboliką. Pokażemy Wam naszą własną wersję tego, czym Evangelion jest naprawdę."

Album został zmasterowany przez amerykańskiego inżyniera dźwięku Teda Jensena, współpracował on wcześniej z takimi wykonawcami jak: Norah Jones, Metallica, Nickelback czy Green Day. Mastering odbył się w Sterling Studio w Nowym Jorku w Stanach Zjednoczonych.

## Promocja
22 czerwca 2009 roku na profilu Myspace grupa udostępniła w formie digital stream utwór pt. "Ov Fire And The Void", który promował najnowszy krążek. 31 lipca album został udostępniony do odsłuchania na profilu myspace. W ramach promocji albumu został zrealizowany teledysk do utworu pt. "Ov Fire And The Void". Nagrania odbyły się w Wytwórni Filmów Fabularnych we Wrocławiu we współpracy z reżyserem Dariuszem Szermanowiczem i zespołem producenckim Grupa 13. W obrazie wystąpiła m.in. aktorka Aleksandra Hamkało. Na profilu YouTube zespołu ukazał się reportaż przedstawiający realizację teledysku. Premiera teledysku odbyła się 6 sierpnia 2009. Dzień po premierze teledysk usunięto z serwisu YouTube. Ocenzurowana wersja została opublikowana tego samego dnia. Oryginalną wersję teledysku udostępniono na oficjalnej stronie wytwórni muzycznej Metal Blade oraz portalu Onet.pl.
Wydawnictwo ukazało się 7 sierpnia 2009 nakładem wytwórni muzycznej Nuclear Blast Records w Europie i 11 sierpnia 2009 roku nakładem Metal Blade Records w Stanach Zjednoczonych. W Polsce album ukazał się 7 sierpnia nakładem Mystic Production. Album został wydany również w wersji digipack z dołączoną płytą DVD zawierająca nagrania zza kulis oraz rozszerzoną szatę graficzną. Jesienią zespół odbył w Polsce trasę koncertową pod nazwą Nowa Evangelia 2009. Wraz z Behemoth wystąpiły grupy Black River, Azarath i Hermh. Trasa rozpoczęła się 24 września 2009 roku w Białymstoku, a zakończyła 4 października w Gdańsku. Grupa wystąpiła w takich miastach jak: Lublin, Rzeszów, Kraków, Katowice, Wrocław, Łódź, Poznań i Toruń. W 2010 roku odbyła się premiera drugiego teledysku promującego płytę, zrealizowanego do utworu "Alas, Lord Is Upon Me". Obraz został nakręcony ponownie we współpracy z wrocławskim domem produkcyjnym Grupą 13. Trzeci i ostatni teledysk promujący wydawnictwo został zrealizowany do utworu "Lucifer". W materiale filmowym zrealizowanym przez Grupę 13 wystąpił m.in. aktor Tomasz Lulek.

## Recenzje

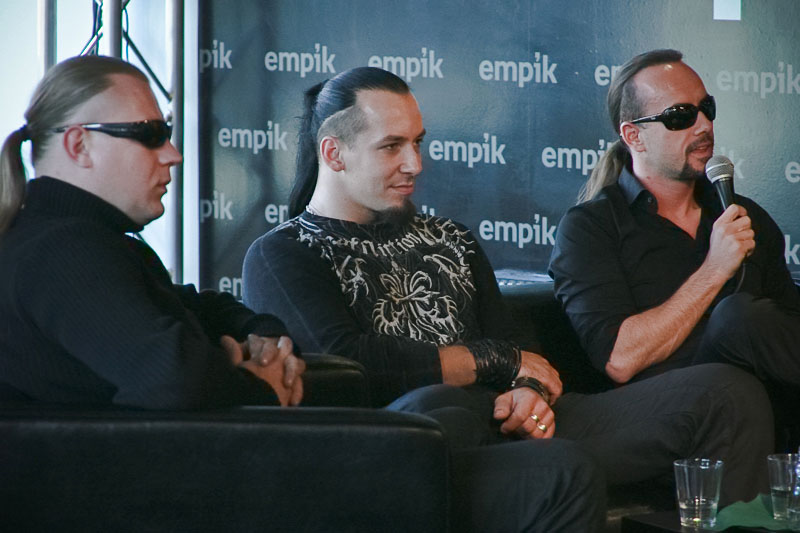
Od lewej: Zbigniew Promiński, Tomasz Wróblewski i Adam Darski podczas spotkania z fanami w Empiku 30 września 2009 roku we Wrocławiu

Pozytywne recenzje albumu ukazały się już przed jego oficjalna premierą. Tytuł płyty miesiąca dla Evangelion przyznały takie czasopisma jak: Spark oraz edycja polska, niemiecka i brytyjska miesięcznika Metal Hammer. Szerszą recenzję Evangelion przygotował Teraz Rock. Marek Świrkowicz napisał:

...muzyczna zawartość Evangelion zaskakuje różnorodnością i bogactwem pomysłów. I nie chodzi tylko o urozmaicające brzmienie całości ornamenty, takie jak wnoszący odrobinę orientalnego posmaku sitar w Shemaforash, przemycone gdzieniegdzie dęciaki czy delikatne klawiszowe inkrustacje w wykonaniu znanego z Vesanii i Vadera Siegmara. W ogóle znacznie mniej tu napuszonej teatralnej fanfarowności, która w znacznej mierze decydowała o brzmieniu The Apostasy.

Krytycy podkreślili również naturalne brzmienie utworów oraz wysoką jakość produkcji nagrań za sprawą producentów muzycznych Daniela Bergstranda i Colina Richardsona. Natomiast Zbigniew Zegler – dziennikarz portalu cgm.pl zaznaczył dynamikę i intensywność utworów. Recenzenci w superlatywach przedstawili również technikę gry perkusisty Zbigniewa Promińskiego. Gościnny udział wokalisty Macieja Maleńczuka w utworze "Lucifer" został określony jako symboliczny.

## Oprawa graficzna

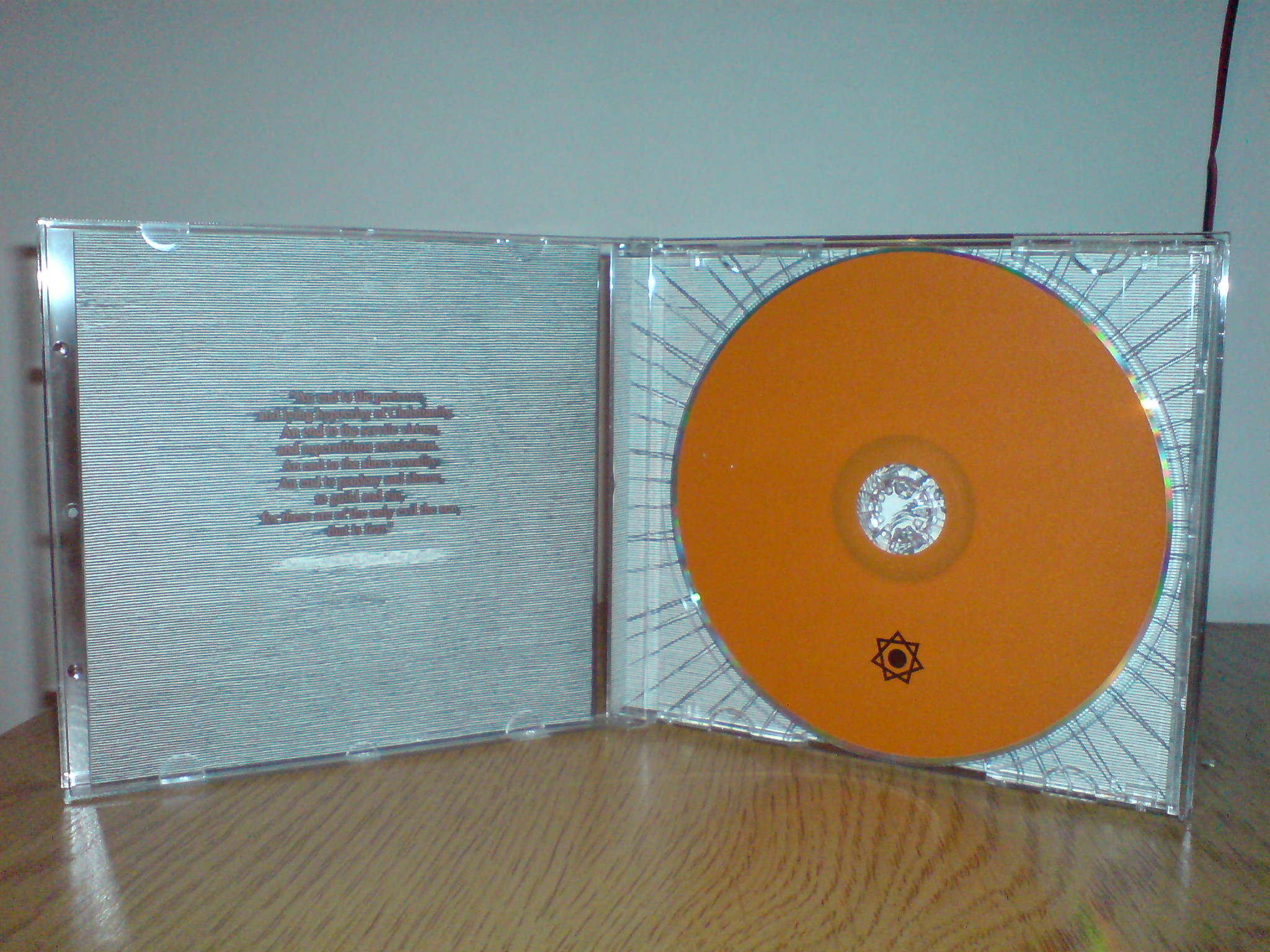
Pudełko z płytą Evangelion

Autorem okładki albumu jest Tomasz "GRAAL" Daniłowicz, natomiast jej pomysłodawcą Adam Darski. Grafika przedstawia Nierządnicę Babilonu dosiadającą siedmiogłową bestię symbolizującą zagładę Babilonu. Obraz jak i wnętrze książeczki utrzymane jest w kolorze czarno-białym. Na okładce widnieje również żółte logo zespołu. Wewnątrz książeczki znajdują się fotografie Macieja Boryny i Grupy 13 przedstawiające muzyków Adama Darskiego, Tomasza Wróblewskiego i Zbigniewa Promińskiego w kostiumach autorstwa Kasjopei Michorowskiej. Adam Darski o oprawie graficznej:

Od dawna jestem zafascynowany historiami mającymi swoje źródła w Biblii, niejednokrotnie wykorzystywaliśmy jej symbolikę w tekstach czy na okładkach płyt. Zawsze jednak były one przefiltrowane przez moje doświadczenie i światopogląd. Uwielbiam żonglować, bawić się symbolami... tak też jest i tym razem. Bohaterka naszej nowej okładki jest archetypem nieposłuszeństwa, indywidualności, samostanowienia i wolnej, nieskrępowanej woli. Są to uniwersalne słowa-klucze, tak charakterystyczne i decydujące, by zrozumieć charakter naszej twórczości... i prawdziwej natury człowieka.

## Muzyka i teksty

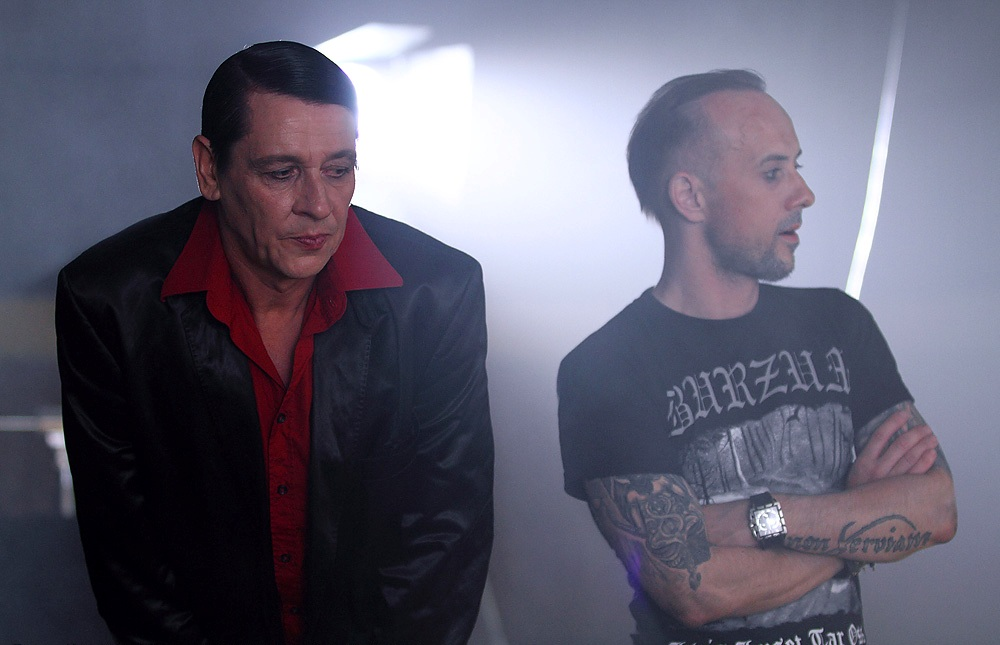
Maciej Maleńczuk oraz Adam „Nergal” Darski na planie teledysku do utworu „Lucifer” 20 lipca 2011 roku

Muzykę do wszystkich utworów skomponował Adam Darski, napisał on również większość tekstów. Wyjątek stanowią utwory "Lucifer" – wiersz autorstwa Tadeusza Micińskiego oraz "Transmigrating Beyond Realms ov Amenti" i "Defiling Morality ov Black God", które Darski napisał wraz z Krzysztofem Azarewiczem. Ponadto Azarewicz jest autorem tekstu – "The Seed ov I". W książeczce albumu widnieją liczne cytaty autorstwa m.in.: Aleistera Crowleya, Marcela Prousta, Jeana Geneta, Johna BaLance’a oraz Jean-Paula Sartre’a.
W rozpoczynającym album utworze "Daimonos" został wykorzystany fragment 44 Hymnu orfickiego (Hymn do Dionizosa). Komentarz do utworu widniejący w książeczce albumu: "Tekst skupia się głównie na zgłębianiu aspektów dionizyjskich dychotomii Apollo/Dionizos: chaosu, upojenia alkoholowego, wysławiania/opiewania natury, nadmiaru i gloryfikacji pełni życia." Partie solowe na gitarze elektrycznej kończące utwór wykonali kolejno Sztyber i Darski.
Tytuł utworu "Shemhamforash" jest skrótem od liczącego 216 liter imienia boga, odczytanego przez średniowiecznego kabalistę w Księdze Wyjścia. Partie solowe na gitarze elektrycznej wykonali kolejno Darski i Sztyber. Sesyjnie na sitarze zagrał Tomasz "Ragaboy" Osiecki.
Wykorzystanie wiersza "Lucifer" autorstwa Tadeusza Micińskiego w piosence Nergal wyjaśnił swoim zainteresowaniem twórczością tego poety jeszcze z czasów nauki w liceum. W tymże utworze gościnnie zaśpiewał wokalista i muzyk rockowy Maciej Maleńczuk. Partię solową na gitarze elektrycznej zagrał Darski. Utwór znacznie odbiega stylistycznie od pozostałych utworów, zawiera wyraźne wpływy gatunku doom metal oraz partie sekcji dętej.

## Lista utworów
Opracowano na podstawie materiału źródłowego.
| Nr | Tytuł utworu                             | Słowa                            | Muzyka      | Długość |
| -- | ---------------------------------------- | -------------------------------- | ----------- | ------- |
| 1. | „Daimonos”                               | Adam Darski                      | Adam Darski | 5:16    |
| 2. | „Shemhamforash”                          | Adam Darski                      | Adam Darski | 3:56    |
| 3. | „Ov Fire and the Void”                   | Adam Darski                      | Adam Darski | 4:28    |
| 4. | „Transmigrating Beyond Realms ov Amenti” | Krzysztof Azarewicz              | Adam Darski | 3:28    |
| 5. | „He Who Breeds Pestilence”               | Adam Darski                      | Adam Darski | 5:41    |
| 6. | „The Seed ov I”                          | Adam Darski, Krzysztof Azarewicz | Adam Darski | 4:58    |
| 7. | „Alas, Lord Is Upon Me”                  | Adam Darski                      | Adam Darski | 3:16    |
| 8. | „Defiling Morality ov Black God”         | Adam Darski, Krzysztof Azarewicz | Adam Darski | 2:50    |
| 9. | „Lucifer”                                | Tadeusz Miciński                 | Adam Darski | 8:07    |
|    |                                          |                                  |             | 42:00   |

| Utwór dodatkowy – edycja japońska | Utwór dodatkowy – edycja japońska     | Utwór dodatkowy – edycja japońska | Utwór dodatkowy – edycja japońska |
| Nr                                | Tytuł utworu                          | Autorzy                           | Długość                           |
| --------------------------------- | ------------------------------------- | --------------------------------- | --------------------------------- |
| 1.                                | „Total Invasion (cover Killing Joke)” | Coleman, Walker, Glover, Gill     | 7:22                              |

| DVD | DVD                        | DVD     |
| Nr  | Tytuł utworu               | Długość |
| --- | -------------------------- | ------- |
| 1.  | „The Making of Evangelion” | 44:09   |
| 2.  | „Evangelion Photo Session” | 6:40    |
|     |                            | 50:49   |

## Twórcy
Opracowano na podstawie materiału źródłowego.
Zespół Behemoth w składzie
- Adam "Nergal" Darski – wokal prowadzący, gitara prowadząca i rytmiczna (sześcio- i siedmiostrunowa)
- Tomasz "Orion" Wróblewski – gitara basowa, aranżacje sampli, wokal wspierający (utwór "Daimonos")
- Zbigniew "Inferno" Promiński – perkusja, wokal wspierający (utwór "Daimonos")

oraz
- Patryk "Seth" Sztyber – gitara rytmiczna i prowadząca (sześcio- i siedmiostrunowa), gitara akustyczna dwunastostrunowa[62], wokal wspierający (utwór "Daimonos")

Dodatkowi muzycy
- Krzysztof "Siegmar" Oloś – sample, aranżacje sampli, syntezatory
- Arkadiusz Malczewski – inżynieria dźwięku, wokal wspierający (utwór "Daimonos")
- Boris "Hatefrost" Kaluzny – gościnnie wokal wspierający (utwór "Daimonos")
- Maciej "Manticore" Gruszka – gościnnie wokal wspierający (utwór "Daimonos")
- Maciej Maleńczuk – gościnnie śpiew (utwór "Lucifer")[23]
- Tomasz "Ragaboy" Osiecki – sesyjnie sitar (utwór "Shemhamforash")
- Kwintet instrumentów dętych blaszanych Hevelius Brass[63]
  - Paweł Hulisz – trąbka
  - Piotr Kowalkowski – trąbka
  - Michał Szczerba – waltornia
  - Bogdan Kwiatek – puzon
  - Łukasz Gruba – tuba

Nagrania
- Sławomir Wiesławski – inżynieria dźwięku, produkcja muzyczna (partie gitar)[64]; inżynieria dźwięku, miksowanie, mastering (utwór 10)[65]
- Wojciech Wiesławski – inżynieria dźwięku, produkcja muzyczna (partie gitar)[64]; inżynieria dźwięku, miksowanie, mastering (utwór 10)[65]
- Jan Bryt – inżynieria dźwięku (partie solowe gitar, wokale)[66]
- Daniel Bergstrand – inżynieria dźwięku, produkcja muzyczna (partie perkusji)[67]
- Kuba Mańkowski – inżynieria dźwięku
- Colin Richardson – miksowanie (Musicbox, Miloco Studios, Londyn, maj 2009)[68]
- Scott Atkins – inżynieria dźwięku w ramach miksowania
- Matt Wiggins – asystent inżyniera dźwięku
- Ted Jensen – mastering (Sterling Studio, Nowy Jork, maj 2009)[23]

Pozostali
- Krzysztof Azarewicz – słowa, tłumaczenia
- Sharon E. Wennekers – konsultacje gramatyczne
- Katarzyna Sławska – konsultacje gramatyczne
- Tomasz "GRAAL" Daniłowicz – oprawa graficzna, okładka
- Kasjopea Michorowska – kostiumy (projekt i wykonanie)
- Gellatura – wykonanie maski
- Maciej Boryna – zdjęcia
- Grupa 13 – zdjęcia
- Kuba Mańkowski – scenariusz, realizacja (DVD)
- Adam Darski – realizacja (DVD)
- Marcin Brach, Michał Giorew – kamery, realizacja wywiadów (DVD)
- Katarzyna Sławska – napisy w języku angielskim (DVD)
- Michał "Xaay" Loranc – projekt menu DVD

## Pozycje na listach
| Lista                        | Kraj              | Pozycja | Status      |
| ---------------------------- | ----------------- | ------- | ----------- |
| Billboard 200                | Stany Zjednoczone | 55      | —           |
| Billboard Hard Rock Albums   | Stany Zjednoczone | 5       | —           |
| Billboard Independent Albums | Stany Zjednoczone | 5       | —           |
| Billboard Rock Albums        | Stany Zjednoczone | 17      | —           |
| Billboard European Albums    | Stany Zjednoczone | 56      | —           |
| OLiS                         | Polska            | 1       | złota płyta |
| Album Top 40                 | Finlandia         | 17      | —           |
| Schweizer Hitparade          | Szwajcaria        | 88      | —           |
| Ö3 Austria Top 40            | Austria           | 45      | —           |
| Media Control Charts         | Niemcy            | 59      | —           |
| Indie Charts                 | Holandia          | 5       | —           |
| Top 200 Current Albums       | Kanada            | 61      | —           |
| Independent Chart            | Kanada            | 6       | —           |
| Hard Music Chart             | Kanada            | 10      | —           |
| SNEP                         | Francja           | 111     | —           |

| 2009                           | "Ov Fire and the Void" | 45 | — |
| 2010                           | "Daimonos"             | –  | 4 |
| 2010                           | "Lucifer"              | –  | 3 |
| "—" pozycja nie była notowana. |                        |    |   |

## Wydania
| Rok  | Nr katalogowy | Format    | Wytwórnia            | Kraj             | Źródło |
| ---- | ------------- | --------- | -------------------- | ---------------- | ------ |
| 2009 | MYSTCD100     | CD        | Mystic Production    | Polska           | [ 82 ] |
| 2009 | MYSTCD101     | CD+DVD    | Mystic Production    | Polska           | [ 83 ] |
| 2009 | 161099        | CD        | Nuclear Blast        | Europa           | [ 84 ] |
| 2009 | 161100        | CD+DVD    | Nuclear Blast        | Europa           | [ 85 ] |
| 2009 | 161397        | LP        | Nuclear Blast        | Europa           | [ 86 ] |
| 2009 | MBL 147452    | CD+DVD    | Metal Blade          | Ameryka Północna | [ 87 ] |
| 2009 | VICP64750     | CD        | Victor Entertainment | Japonia          | [ 88 ] |
| 2009 | DSR 009       | Black Box | Demonstealer Records | Indie            | [ 5 ]  |
| 2009 | ICARUS 570    | CD        | Icarus Music         | Argentyna        | [ 89 ] |
| 2009 | RIOT046CD     | CD+DVD    | Riot Entertainment   | Australia        | [ 90 ] |